# 楠木乡 (酉阳县)
楠木乡，是中华人民共和国重庆市酉阳土家族苗族自治县下辖的一个乡镇级行政单位。

## 行政区划

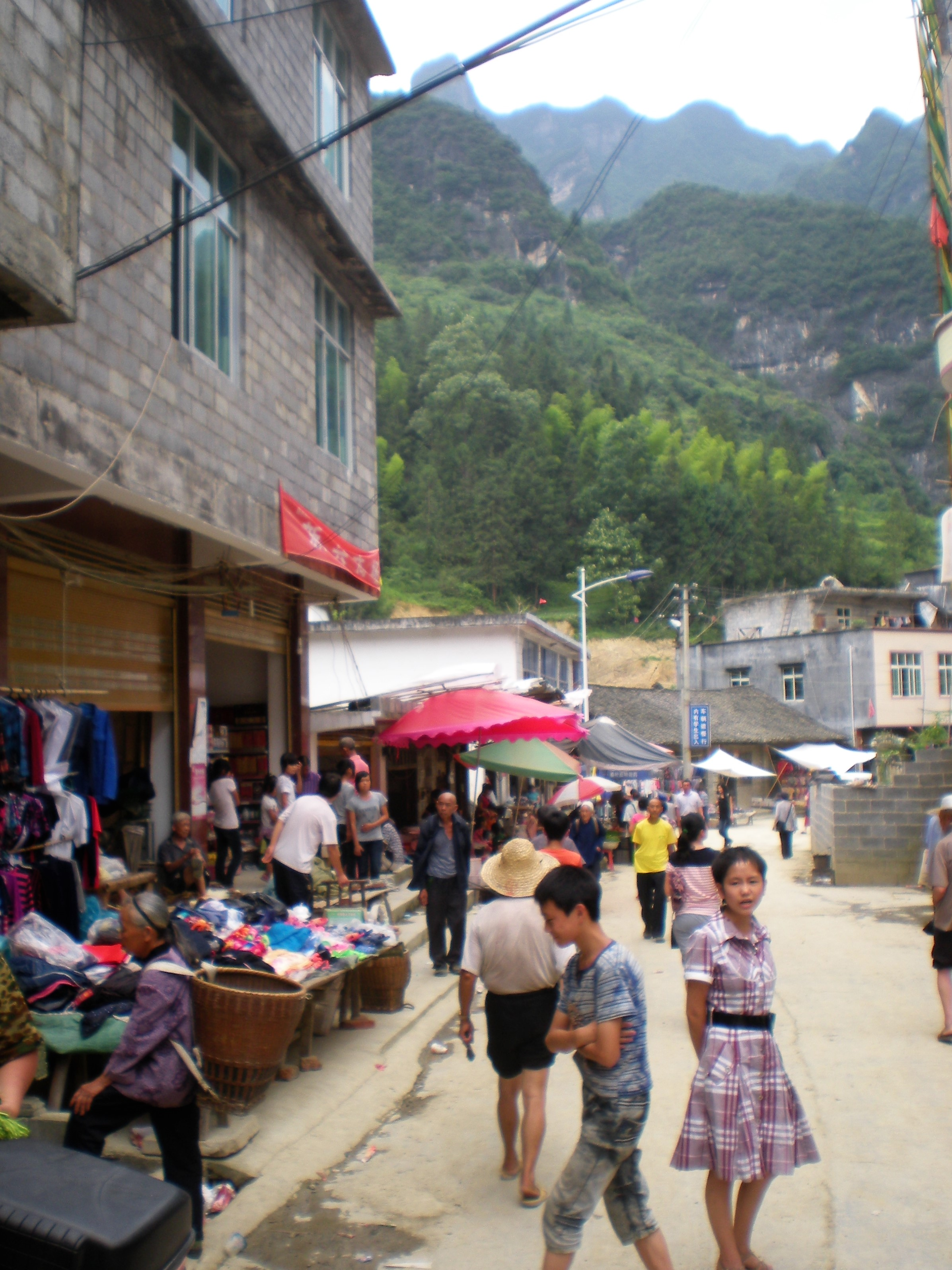
楠木乡街景

楠木乡下辖以下四个行政村：

红霞村、红旗村、红庄村和红星村。